# Harol
Harol és un municipi francès al departament dels Vosges (regió del Gran Est. L'any 2007 tenia 567 habitants.

## Demografia

### Població
El 2007 la població de fet de Harol era de 567 persones. Hi havia 218 famílies, de les quals 60 eren unipersonals (32 homes vivint sols i 28 dones vivint soles), 71 parelles sense fills, 79 parelles amb fills i 8 famílies monoparentals amb fills.
La població ha evolucionat segons el següent gràfic:
Habitants censats

### Habitatges
El 2007 hi havia 252 habitatges, 224 eren l'habitatge principal de la família, 6 eren segones residències i 23 estaven desocupats. 241 eren cases i 12 eren apartaments. Dels 224 habitatges principals, 185 estaven ocupats pels seus propietaris, 25 estaven llogats i ocupats pels llogaters i 14 estaven cedits a títol gratuït; 7 tenien dues cambres, 21 en tenien tres, 52 en tenien quatre i 145 en tenien cinc o més. 189 habitatges disposaven pel capbaix d'una plaça de pàrquing. A 83 habitatges hi havia un automòbil i a 116 n'hi havia dos o més.

### Piràmide de població
La piràmide de població per edats i sexe el 2009 era:
| Homes | Edats   | Dones |
| ----- | ------- | ----- |
| 0     | 95 o +  | 0     |
| 0     | 90 a 94 | 4     |
| 0     | 85 a 89 | 8     |
| 4     | 80 a 84 | 8     |
| 0     | 75 a 79 | 16    |
| 12    | 70 a 74 | 12    |
| 28    | 65 a 69 | 24    |
| 4     | 60 a 64 | 16    |
| 4     | 55 a 59 | 12    |
| 32    | 50 a 54 | 12    |
| 16    | 45 a 49 | 24    |
| 16    | 40 a 44 | 20    |
| 8     | 35 a 39 | 4     |
| 16    | 30 a 34 | 20    |
| 16    | 25 a 29 | 16    |
| 24    | 20 a 24 | 4     |
| 20    | 15 a 19 | 32    |
| 20    | 10 a 14 | 32    |
| 8     | 5 a 9   | 12    |
| 8     | 0 a 4   | 12    |

## Economia
El 2007 la població en edat de treballar era de 367 persones, 260 eren actives i 107 eren inactives. De les 260 persones actives 248 estaven ocupades (131 homes i 117 dones) i 12 estaven aturades (4 homes i 8 dones). De les 107 persones inactives 36 estaven jubilades, 53 estaven estudiant i 18 estaven classificades com a «altres inactius».

### Ingressos
El 2009 a Harol hi havia 232 unitats fiscals que integraven 576,5 persones, la mediana anual d'ingressos fiscals per persona era de 16.970 €.

### Activitats econòmiques
Dels 18 establiments que hi havia el 2007, 1 era d'una empresa alimentària, 2 d'empreses de fabricació d'altres productes industrials, 4 d'empreses de construcció, 6 d'empreses de comerç i reparació d'automòbils, 2 d'empreses financeres, 1 d'una empresa immobiliària, 1 d'una empresa de serveis i 1 d'una entitat de l'administració pública.
Dels 6 establiments de servei als particulars que hi havia el 2009, 3 eren tallers de reparació d'automòbils i de material agrícola, 1 paleta, 1 fusteria i 1 electricista.
Dels 2 establiments comercials que hi havia el 2009, 1 era una botiga de menys de 120 m² i 1 una botiga de material de revestiment de parets i terra.
L'any 2000 a Harol hi havia 28 explotacions agrícoles que ocupaven un total de 1.672 hectàrees.

## Equipaments sanitaris i escolars
El 2009 hi havia una escola elemental integrada dins d'un grup escolar amb les comunes properes formant una escola dispersa.

## Poblacions properes
El següent diagrama mostra les poblacions més properes.